# 한국중부발전
한국중부발전주식회사(韓國中部發電株式會社, Korea Midland Power Co.,Ltd.)는 '전력산업구조개편촉진에관한법률'에 의하여 2001년 4월 2일 한국전력공사에서 발전부문이 분할되어 설립된 공기업이다. 핵심발전소인 보령화력을 비롯하여 인천화력, 서울화력, 서천화력, 제주화력 등 839.8만kW의 발전설비를 보유, 운영 중에 있다. 본사는 충청남도 보령시 보령북로 160 (대천동)에 있으며, 사설 철도인 서천화력선을 운영하고 있다.

## 주요기능 및 역할
- 전력자원의 개발
- 발전 및 이와 관련되는 사업
- 상기 1, 2호에 관련되는 사업에 관한 연구 및 기술개발
- 상기 1, 2, 3호에 관련되는 부대사업

## 역대 사장
- 김봉일 (2001~2002)
- 김영철 (2002~2005)
- 정장섭 (2005~2008)
- 배성기 (2008~2010)
- 남인석 (2010~2012)
- 최평락 (2012~2015)
- 이정릉 사장대행 (2015~2016)
- 정창길 (2016~2017)
- 장성익 사장대행 (2017~2018)
- 박형구 (2018~2021)
- 김호빈 (2021~2024)
- 이영조 (2024~)

## 연혁
- 1898년 1월: 한성전기회사
- 1915년 9월: 경성전기 주식회사
- 1943년 8월: 조선전업 주식회사
- 1946년 5월: 남선전기 주식회사
- 1961년 7월: 한국전력 주식회사(3사 통합)
- 1981년 12월: 한국전력공사(개칭)
- 2001년 4월: 한국중부발전 주식회사(6개 발전회사 분리)

## 조직
- 상임감사위원
  - 감사실

### 사장
- 보령발전본부
- 인천발전본부
- 서울건설본부
- 서천건설본부
- 제주발전본부
- 신보령발전본부
- 세종발전본부
- 인재기술개발원

#### 기획본부
- 기획전략처
- 인재경영처
- 조달협력처
- 정보보안혁신처

#### 기술본부
- 발전환경처
- 건설사업처
- 안전품질처
- 해외사업그룹

#### 국정과제 기획추진단
- 일자리창출그룹
- 신재생사업그룹

## 발전소
- 보령발전본부 - 충청남도 보령시 오천면 오천해안로 89-37
- 인천복합발전본부 - 인천광역시 서구 중봉대로405번길 411
- 서울발전본부 - 서울특별시 마포구 토정로 56
- 신서천건설본부 - 충청남도 서천시 서면 서인로235번길 85
- 제주발전본부 - 제주특별자치도 제주시 원당로 133
- 원주그린열병합발전소 - 강원특별자치도 원주시 지정면 신평로 2
- 세종천연가스발전본부 - 세종특별자치시 금송로 625
- 신보령발전본부 - 충청남도 보령시 주교면 송도길 201